# Ósaka
Ósaka (japonsky 大阪市, Ósaka-ši; Ósaka ~ velký mys) je hlavní město prefektury Ósaka a třetí největší město v Japonsku s počtem obyvatel 2,7 milionu. Leží v oblasti Kinki na ostrově Honšú v místě, kde řeka Jodo ústí do Ósackého zálivu.
Ósaka byla v minulosti hlavním obchodním městem Japonska a i dnes je jedním z nejdůležitějších průmyslových center (a přístavů) v Japonsku. Je srdcem souměstí Ósaka-Kóbe-Kjóto (Keihanšin – japonsky 京阪神), ve kterém žije celkem 18 644 000 obyvatel.
Dnes se tu soustřeďuje těžký a chemický průmysl, železárny, ocelárny, loděnice, petrochemie. Nacházejí se tu archeologické nálezy z doby Džómon a Jajoi. Ósaka byla odedávna velký přístav, odkud se vyjíždělo do Asie.
Starý název pro Ósaku zněl Naniwa (難波 ~ rychlé vlny). Naniwě se obecně říkalo „kuchyně říše“ (天下の台所, tenka no daidokoro) a i dnes se ósacká jídla považují za chuťově nejlepší.
V roce 2025 se zde již podruhé koná Světová výstava.

## Geografie
Západ města leží u Ósackého zálivu a je obklopen více než deseti satelitními městy. Až na město Amagasaki, které patří do prefektury Hjógo, jsou všechna tato města součástí prefektury Ósaka. Území města tvoří 13% celé prefektury.

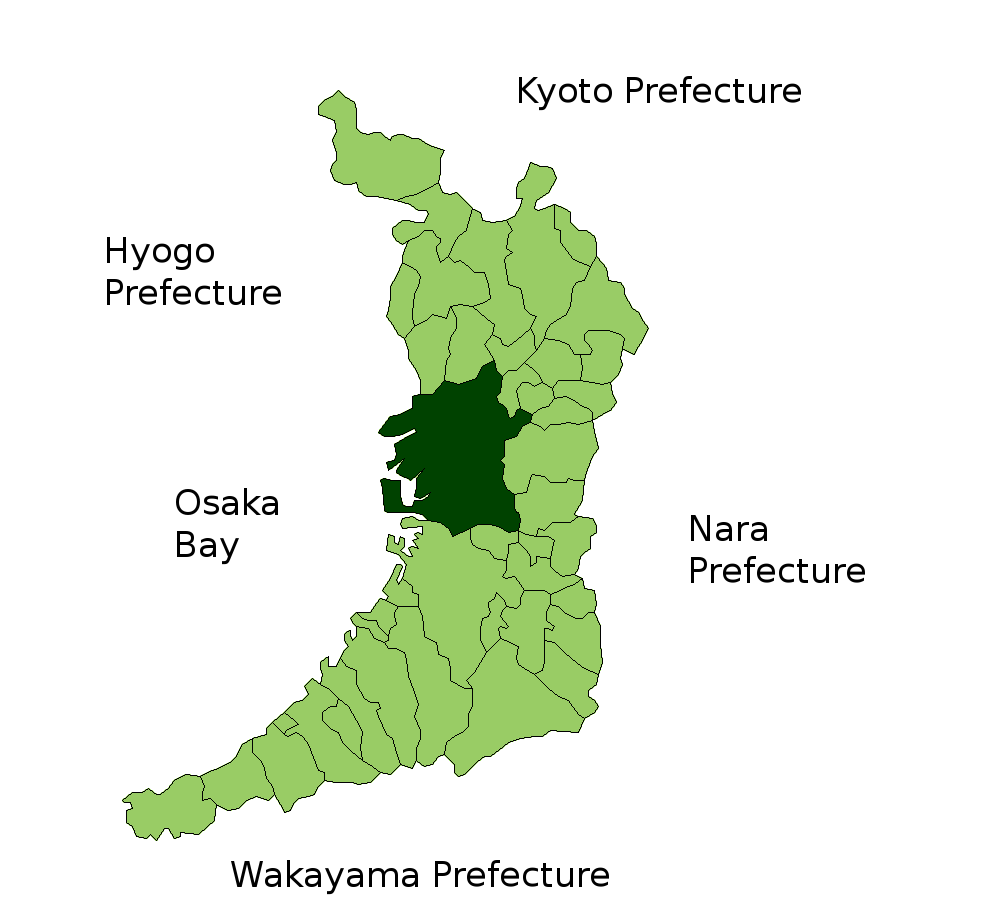
Poloha města na mapě prefektury Ósaka
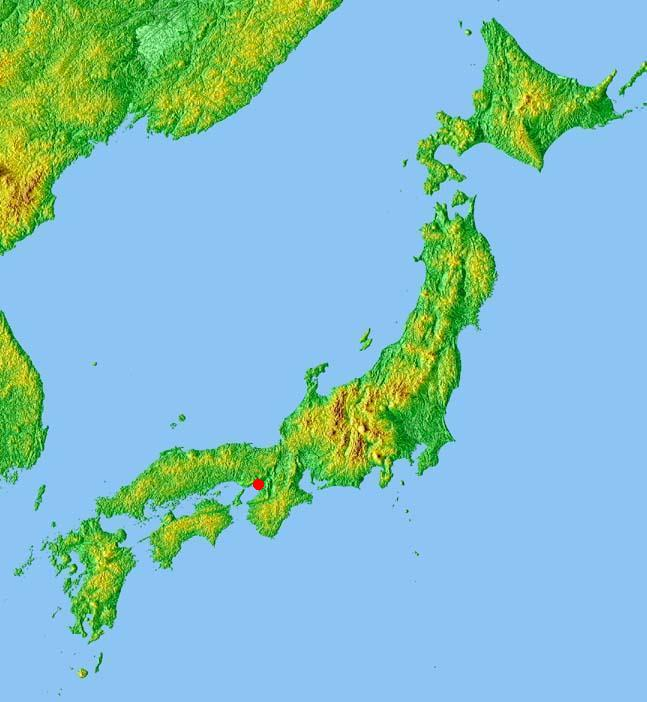
Poloha města v Japonsku
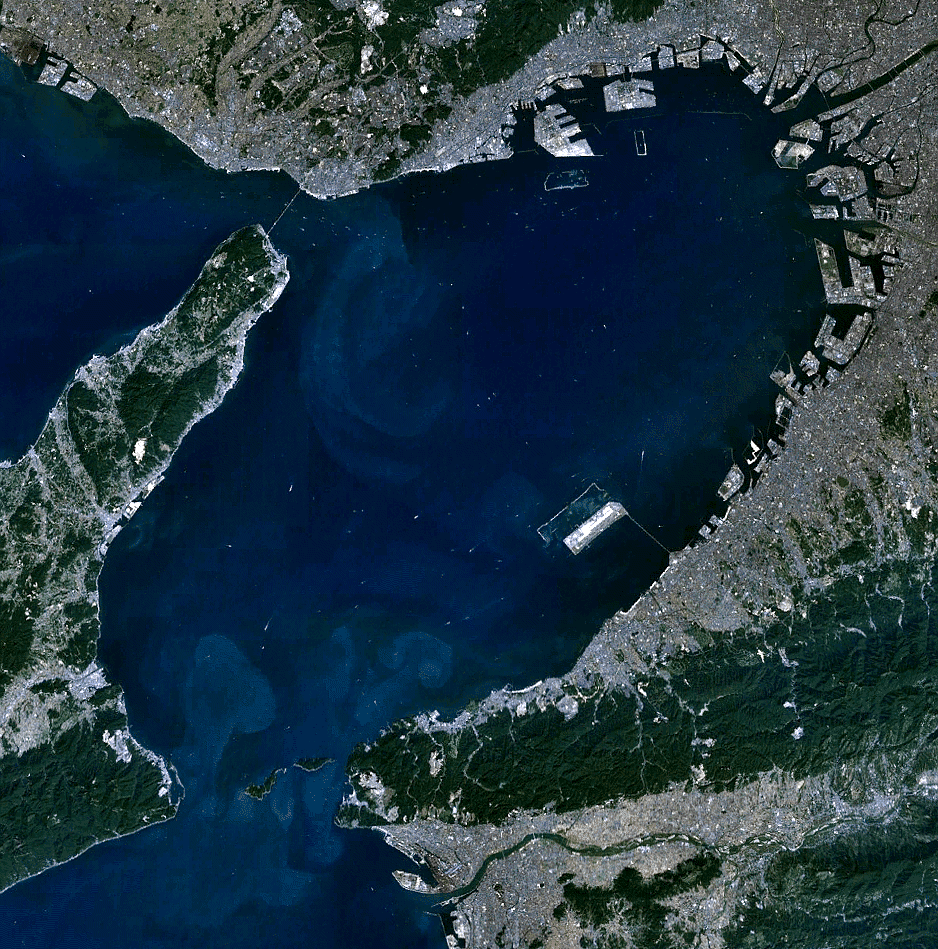
Ósacký záliv

## Partnerská města
- Hamburk, Německo (1989)
- Chicago, Spojené státy americké (1973)
- Kánpur, Indie
- Melbourne, Austrálie (1978)
- Milán, Itálie (1981)
- Petrohrad, Rusko (1979)
- San Francisco, Spojené státy americké (1957)
- São Paulo, Brazílie (1969)
- Šanghaj, Čína (1974)

## Obchodní partnerská města
- Auckland, Nový Zéland
- Bangkok, Thajsko
- Bombaj, Indie
- Ho Či Minovo Město, Vietnam
- Hongkong, Čína
- Jakarta, Indonésie
- Kuala Lumpur, Malajsie
- Manila, Filipíny
- Melbourne, Austrálie
- Singapur, Singapur
- Soul, Jižní Korea
- Šanghaj, Čína
- Tchien-ťin, Čína

## Městské části

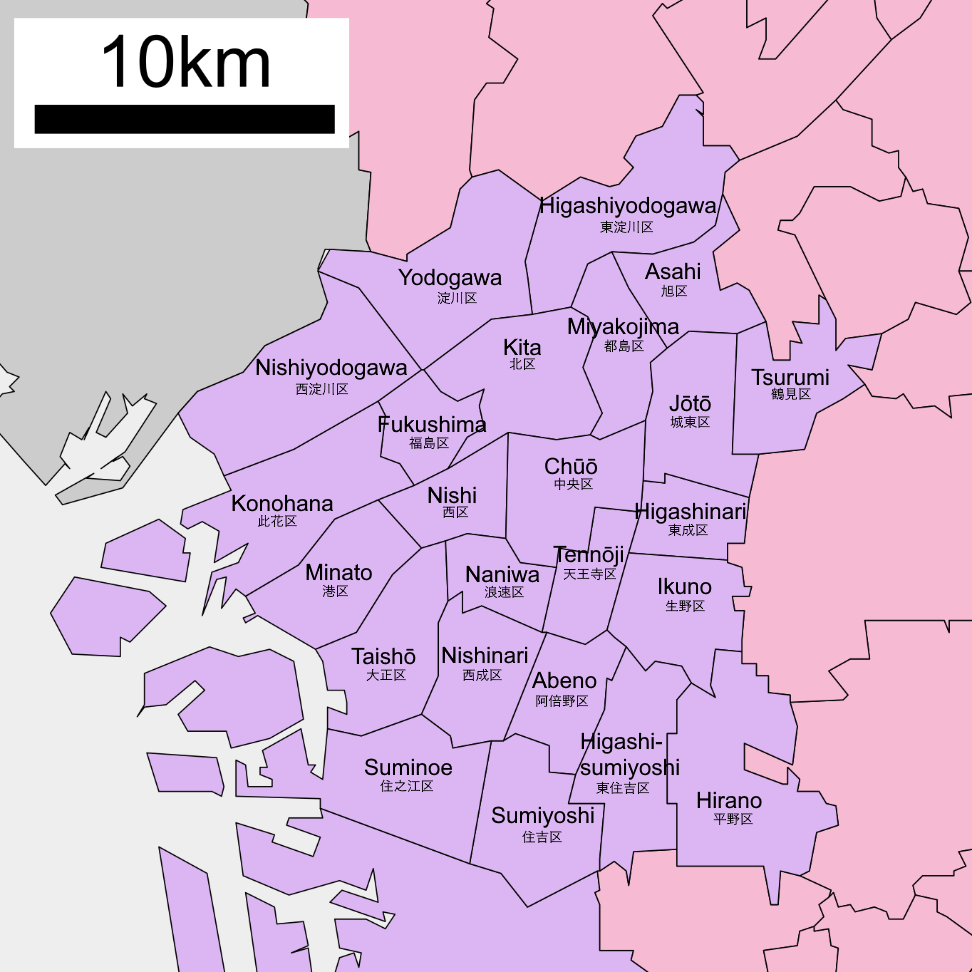
Městské části

Město se dělí na 24 částí (ku)
- Abeno-ku (阿倍野区)
- Asahi-ku (旭区)
- Curumi-ku (鶴見区)
- Čúó-ku (中央区)
- Džótó-ku (城東区)
- Fukušima-ku (福島区)
- Higašinari-ku (東成区)
- Higaši-Sumijoši-ku (東住吉区)
- Higaši-Jodogawa-ku (東淀川区)
- Hirano-ku (平野区)
- Ikuno-ku (生野区)
- Jodogawa-ku (淀川区)
- Kita-ku (北区)
- Konohana-ku (此花区)
- Minato-ku (港区)
- Mijakodžima-ku (都島区)
- Naniwa-ku (浪速区)
- Niši-ku (西区)
- Nišinari-ku (西成区)
- Niši-Jodogawa-ku (西淀川区)
- Suminoe-ku (住之江区)
- Sumijoši-ku (住吉区)
- Taišó-ku (大正区)
- Tennódži-ku (天王寺区)

## Rodáci
- Jasunari Kawabata (1899–1972), japonský spisovatel, nositel Nobelovy ceny za literaturu za rok 1968
- Leo Esaki (* 1925), japonský experimentální fyzik a elektronik, nositel Nobelovy cena za fyziku za rok 1973
- Tadao Andó (* 1941), japonský architekt
- Sonoko Čibaová (* 1993), fotbalistka
- Naomi Ósakaová (* 1995), japonská profesionální tenistka

## Galerie

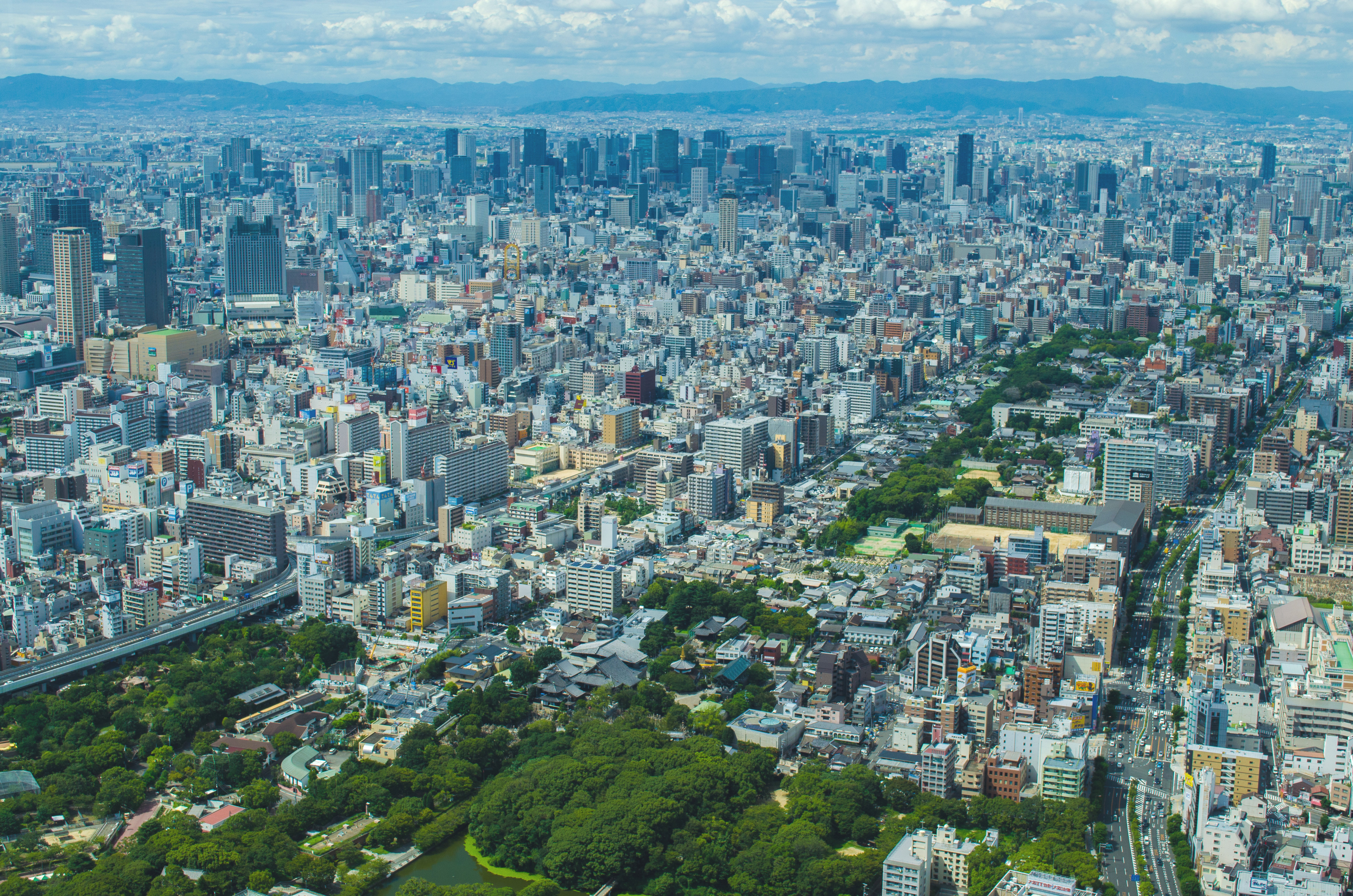
Centrum Ósaky
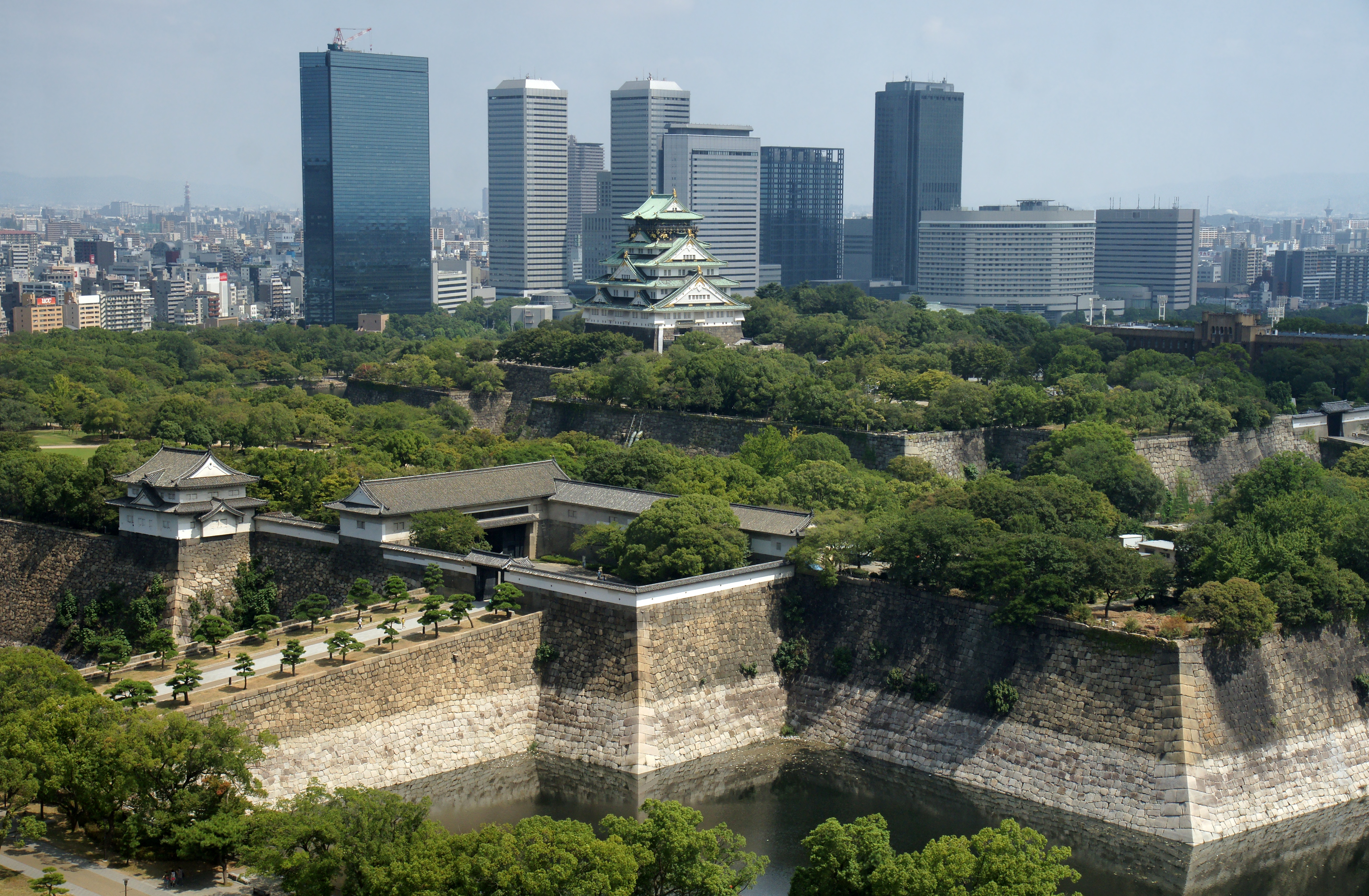
Ósacký hrad z dálky
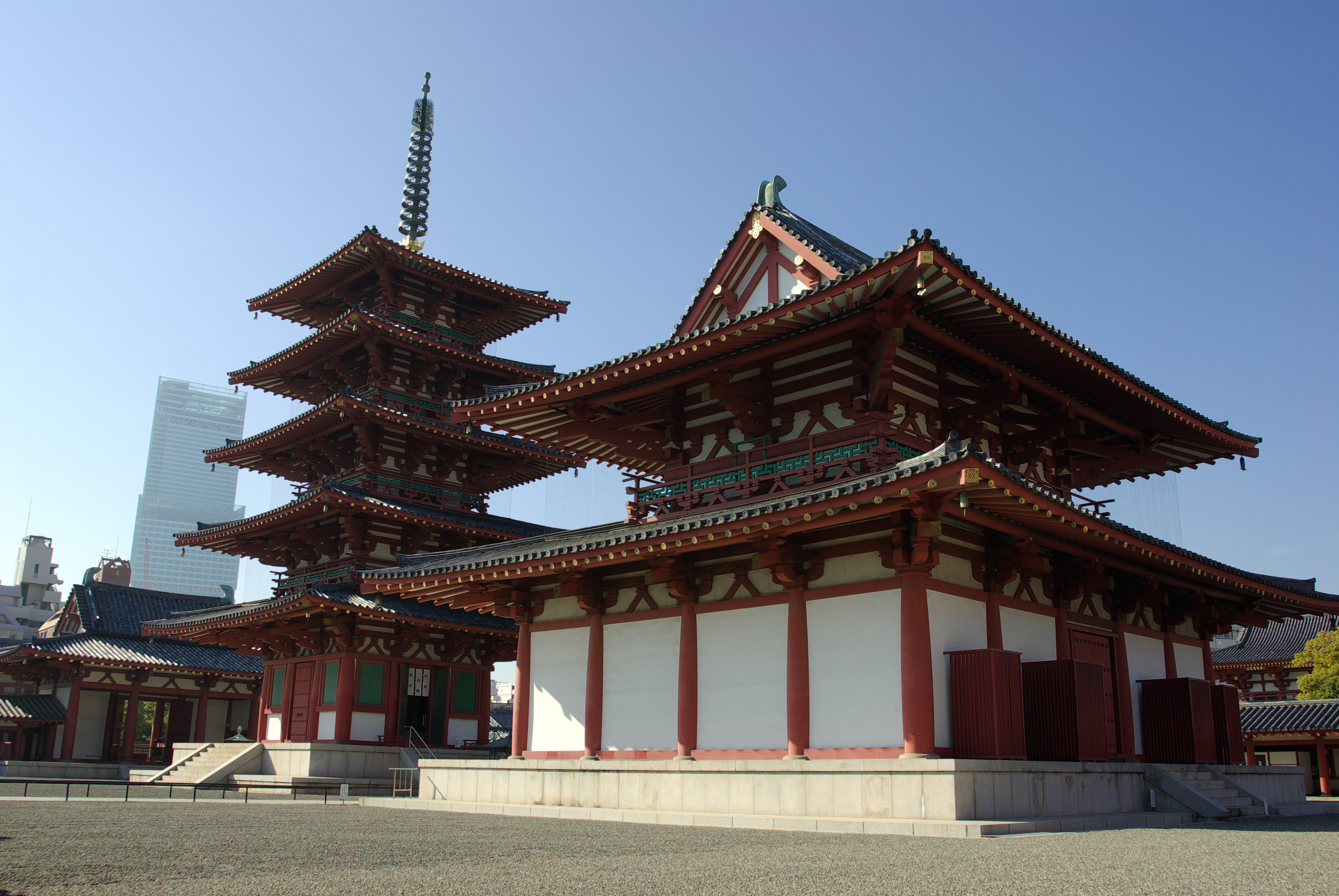
Šitennódži (四天王寺)
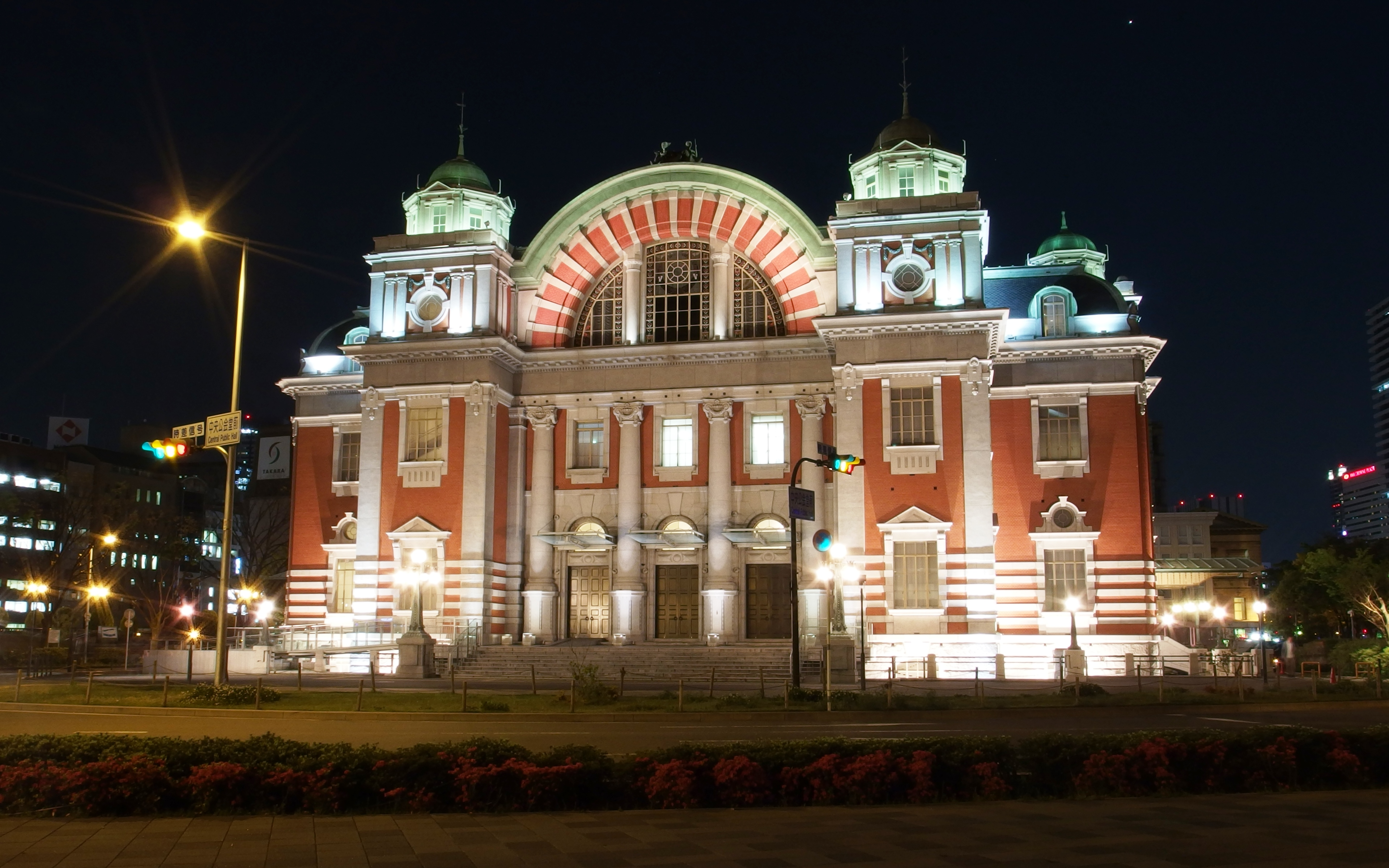
Centrální obecní dům
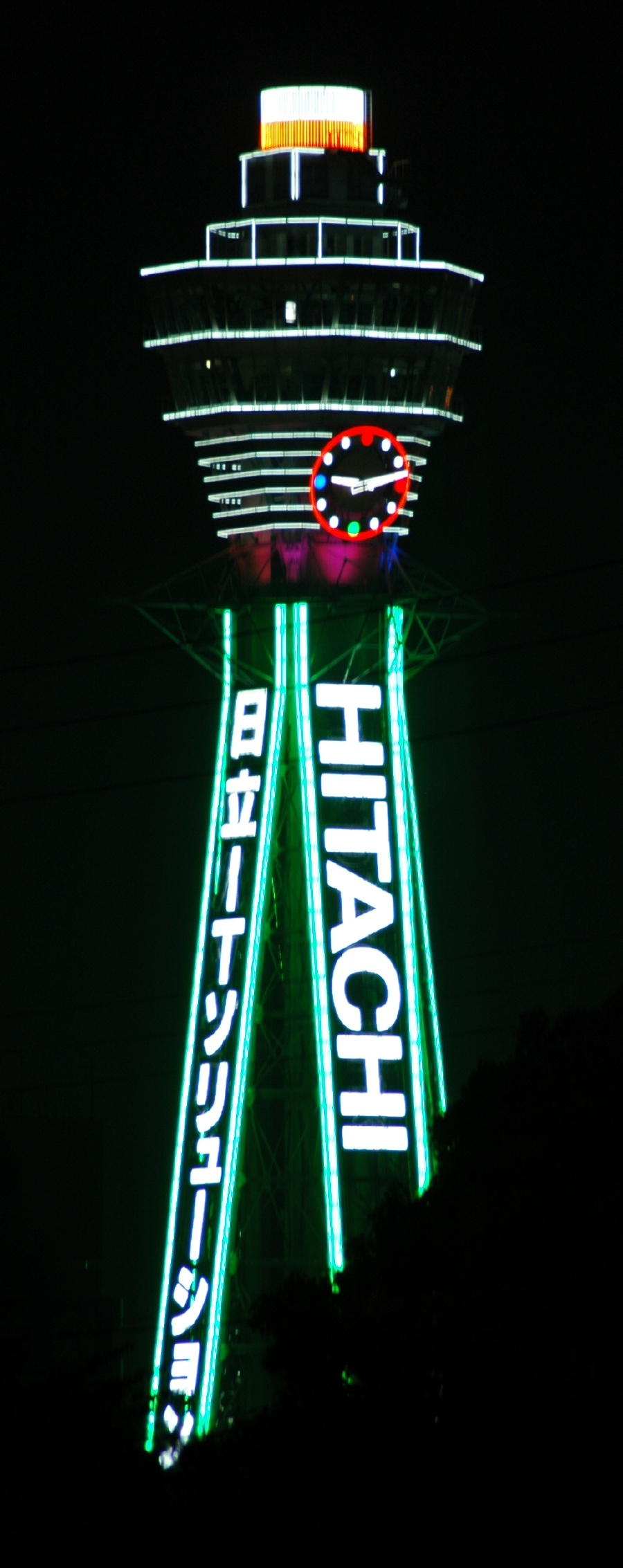
Cútenkaku (通天閣), symbol poválečné přestavby
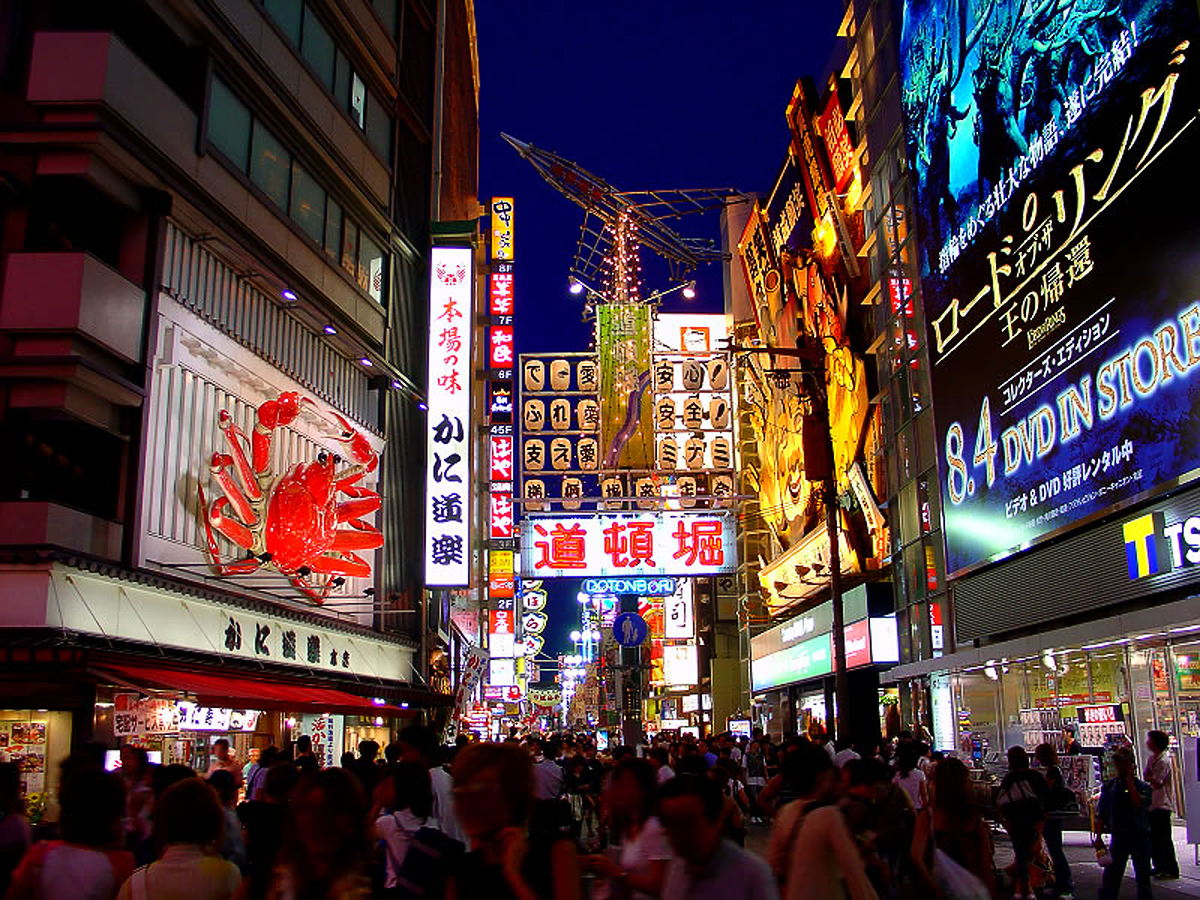
Dótonbori (道頓堀)
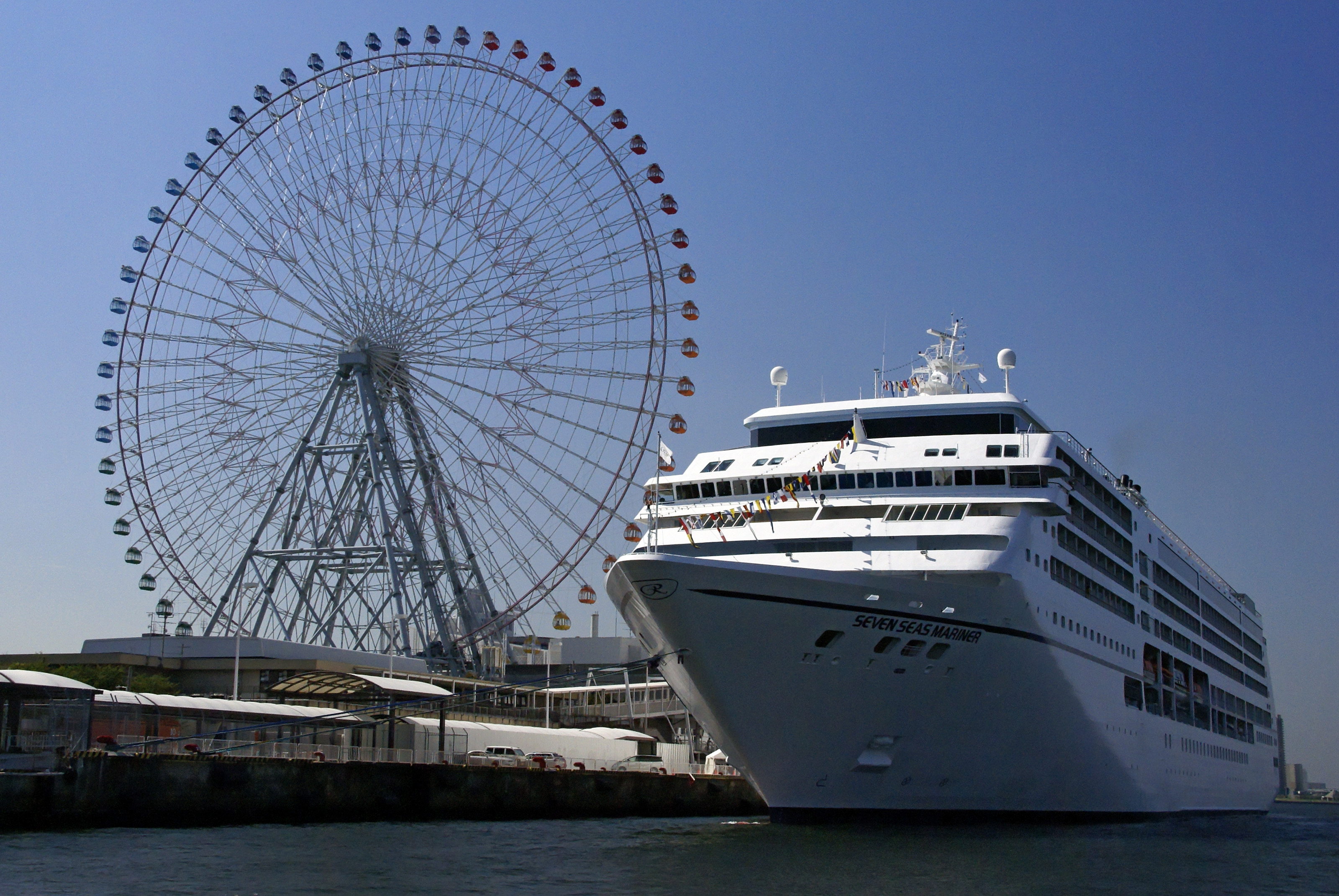
Přístav přívozu v Tempózan (天保山)
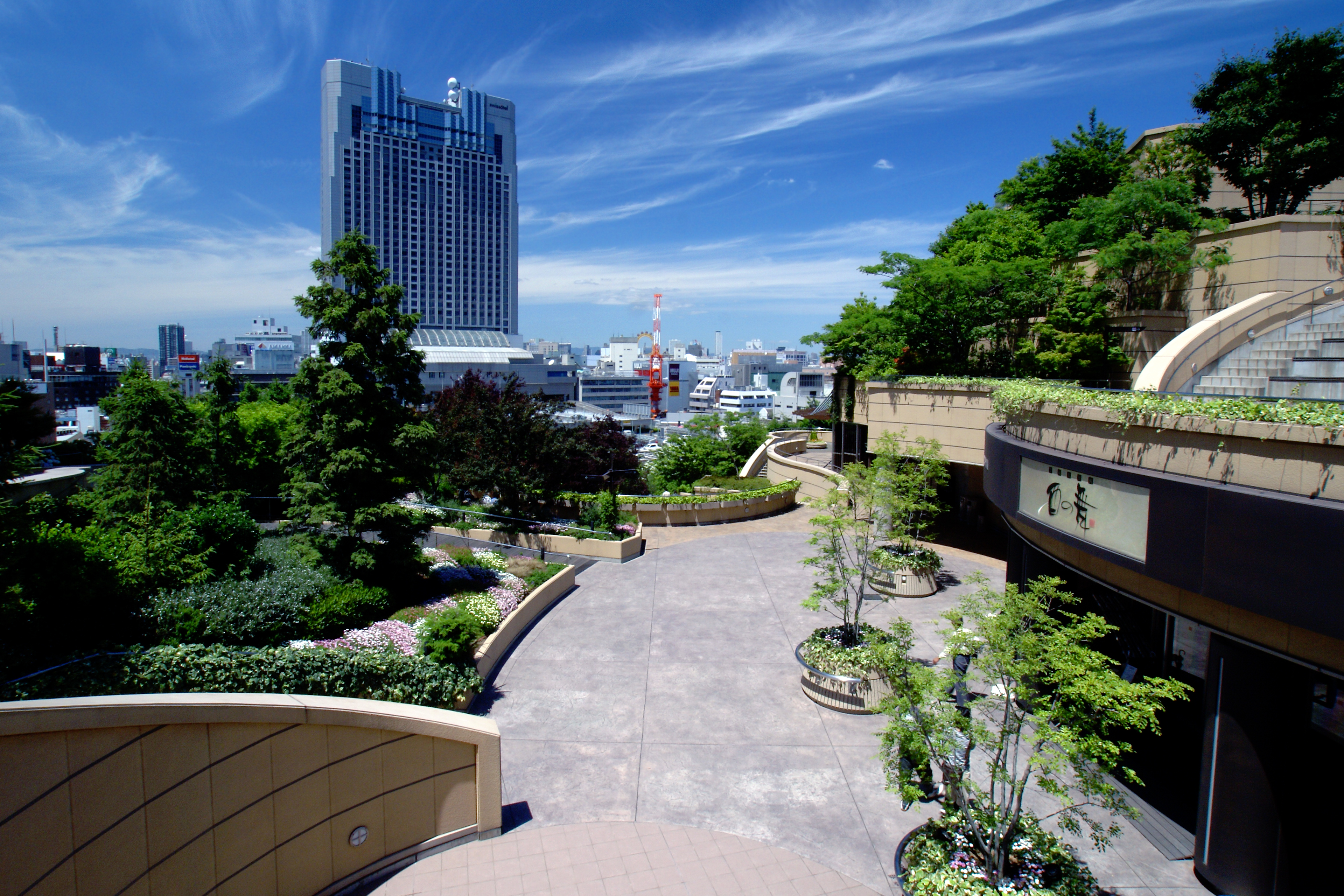
Park Namba (難波)
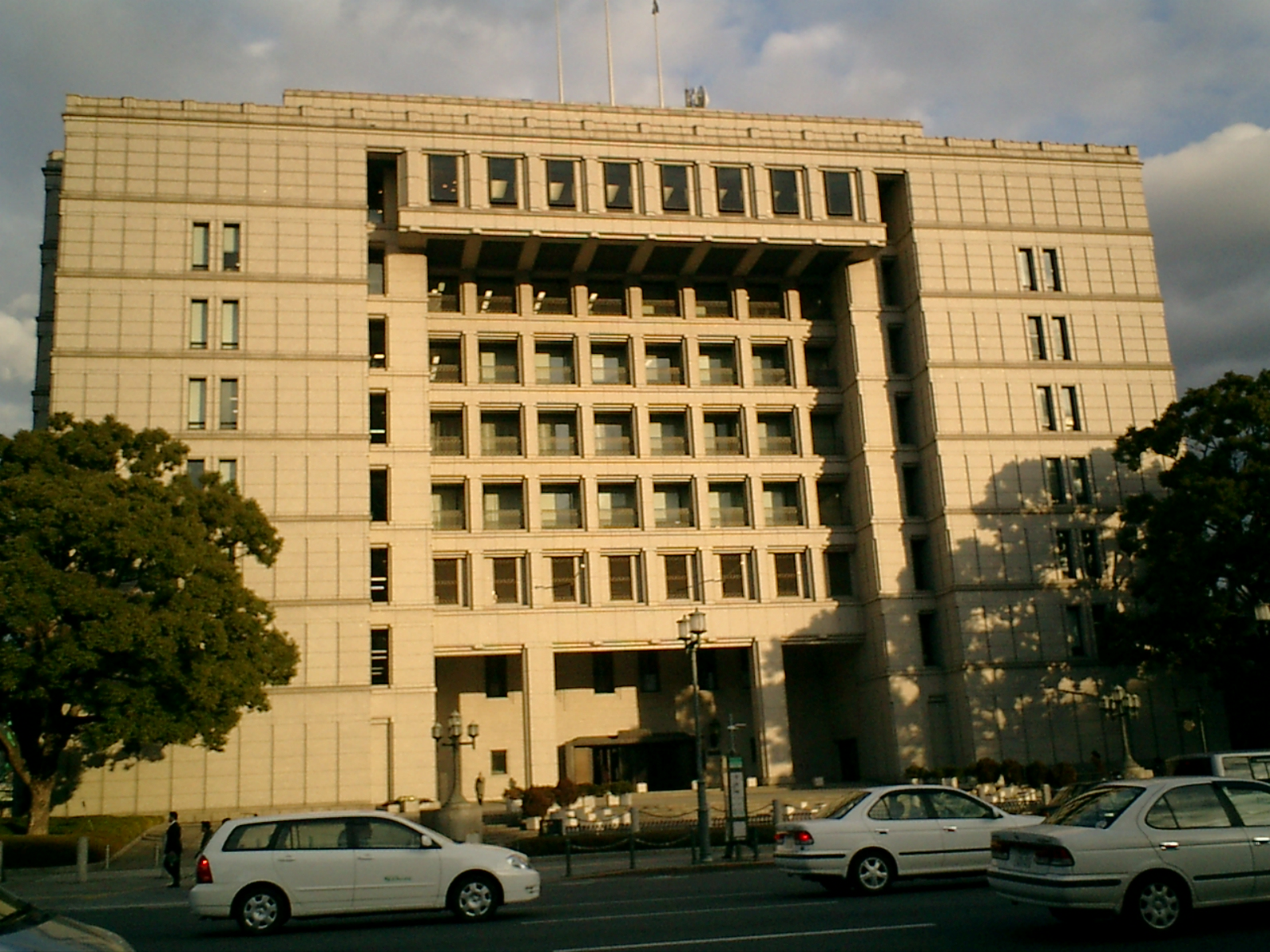
Městská radnice
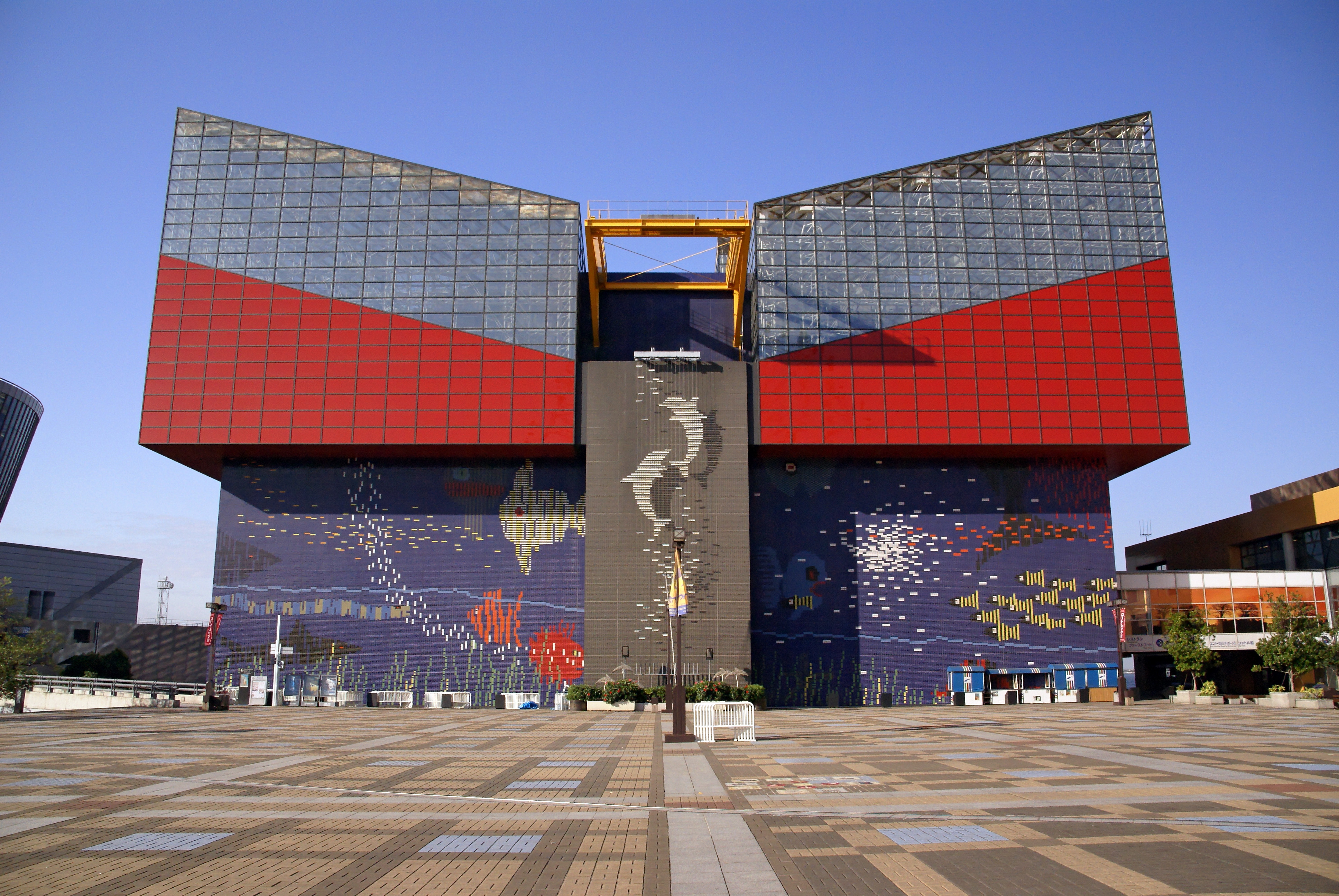
Akvárium Kaijúkan (海遊館)
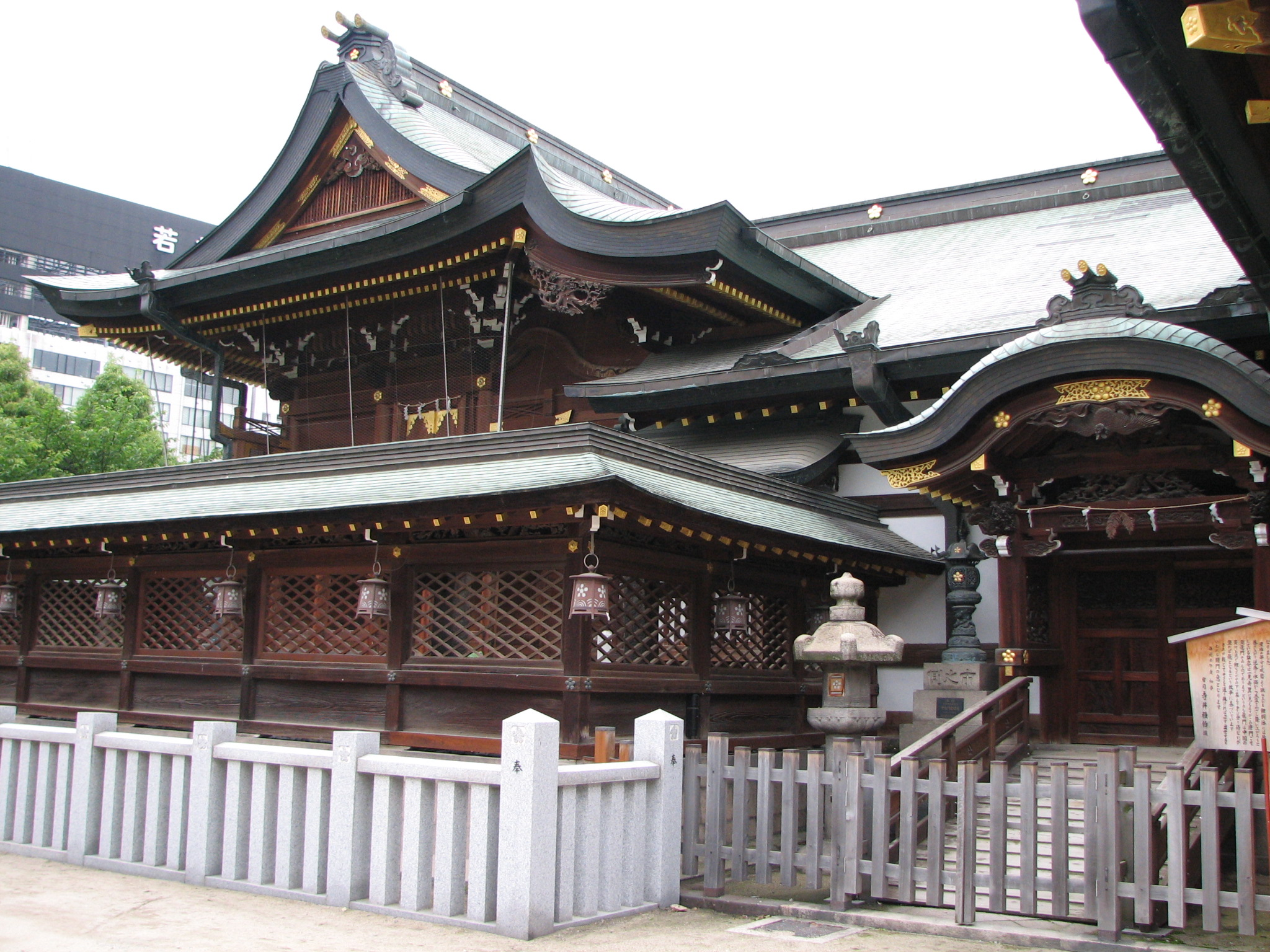
Hlavní budova svatyně Tenman-gú (天満宮)
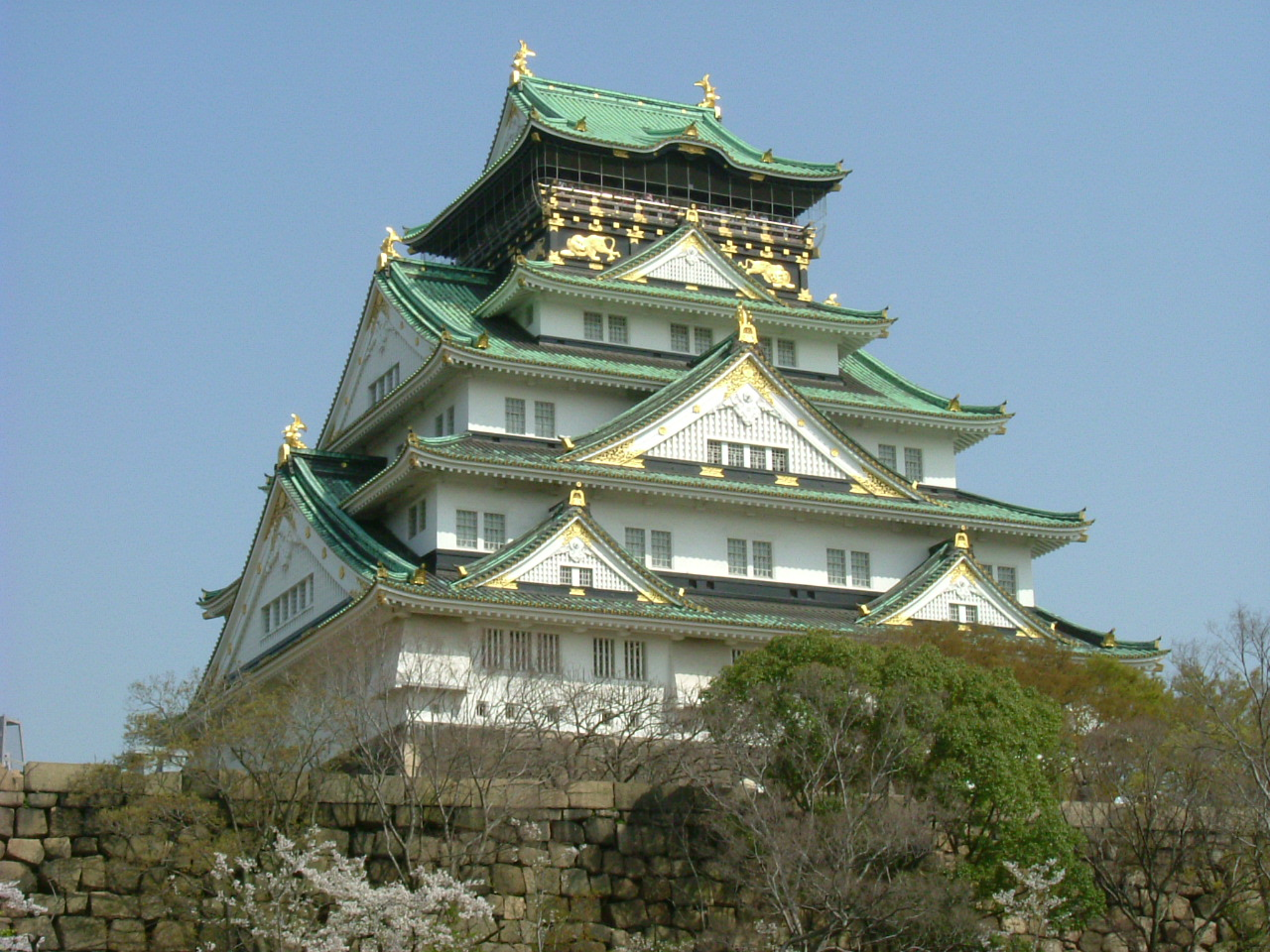
Ósacký hrad
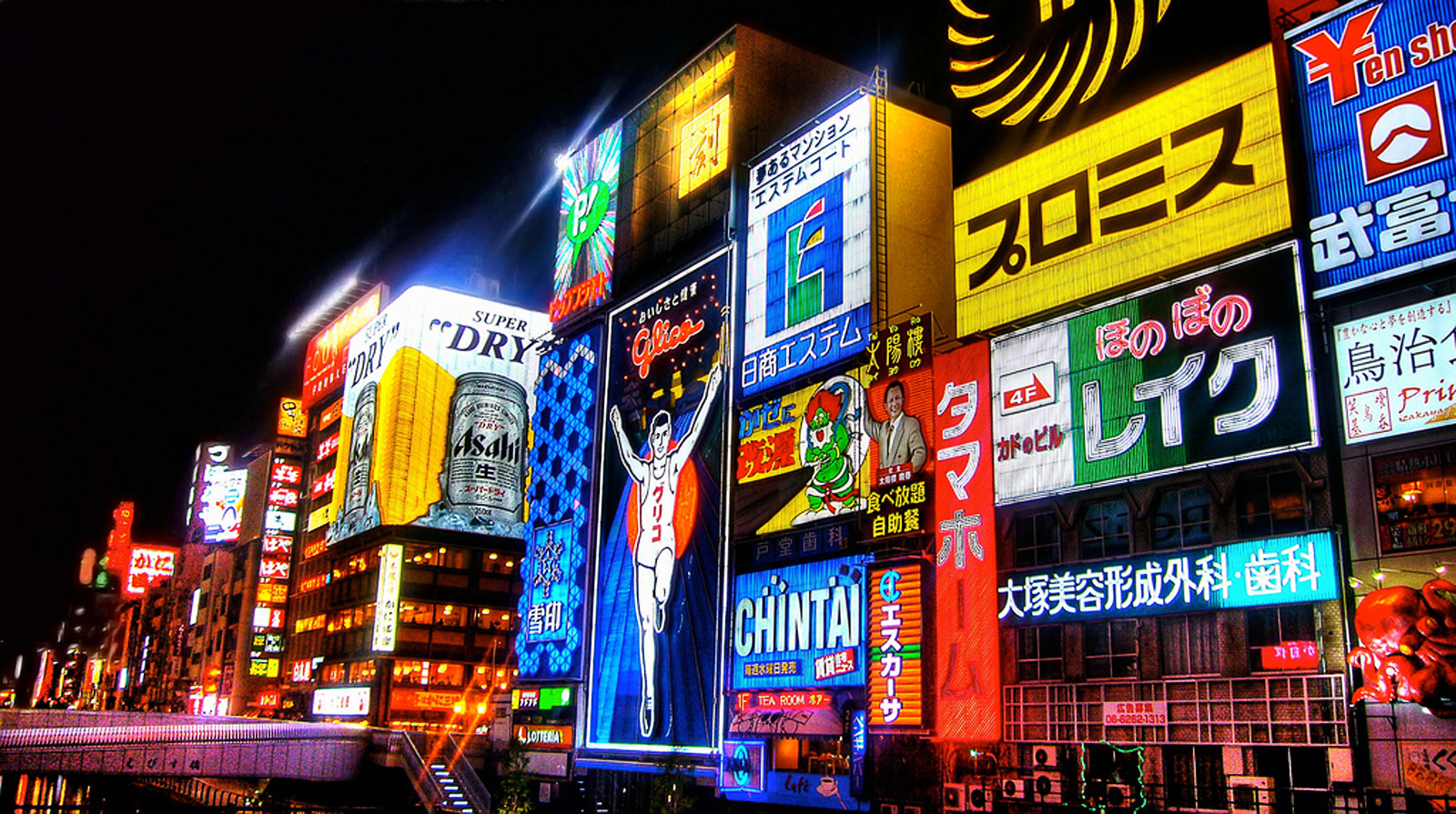
Reklamy v Dótonbori
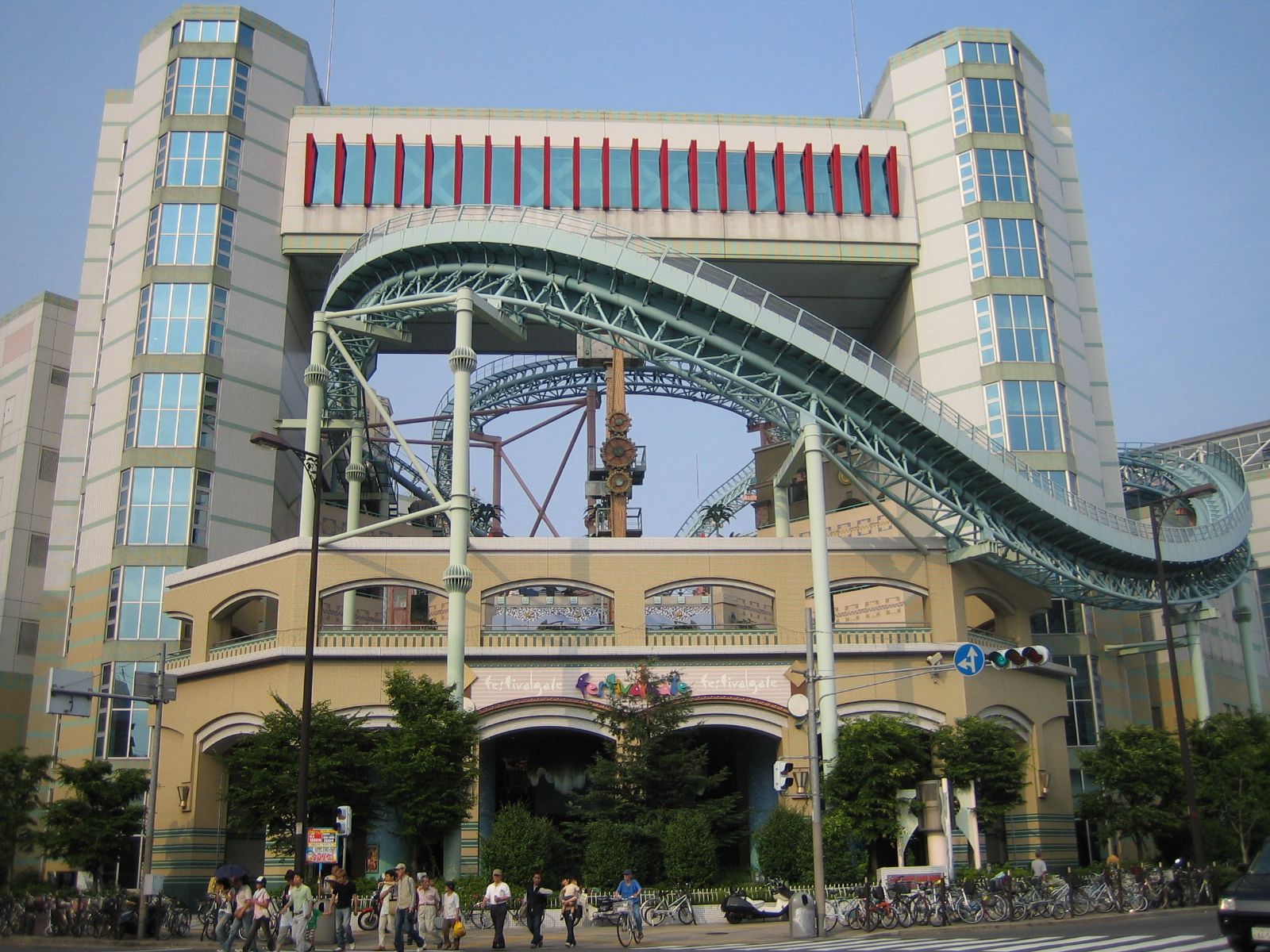
Brána u vstupu na každoroční festival
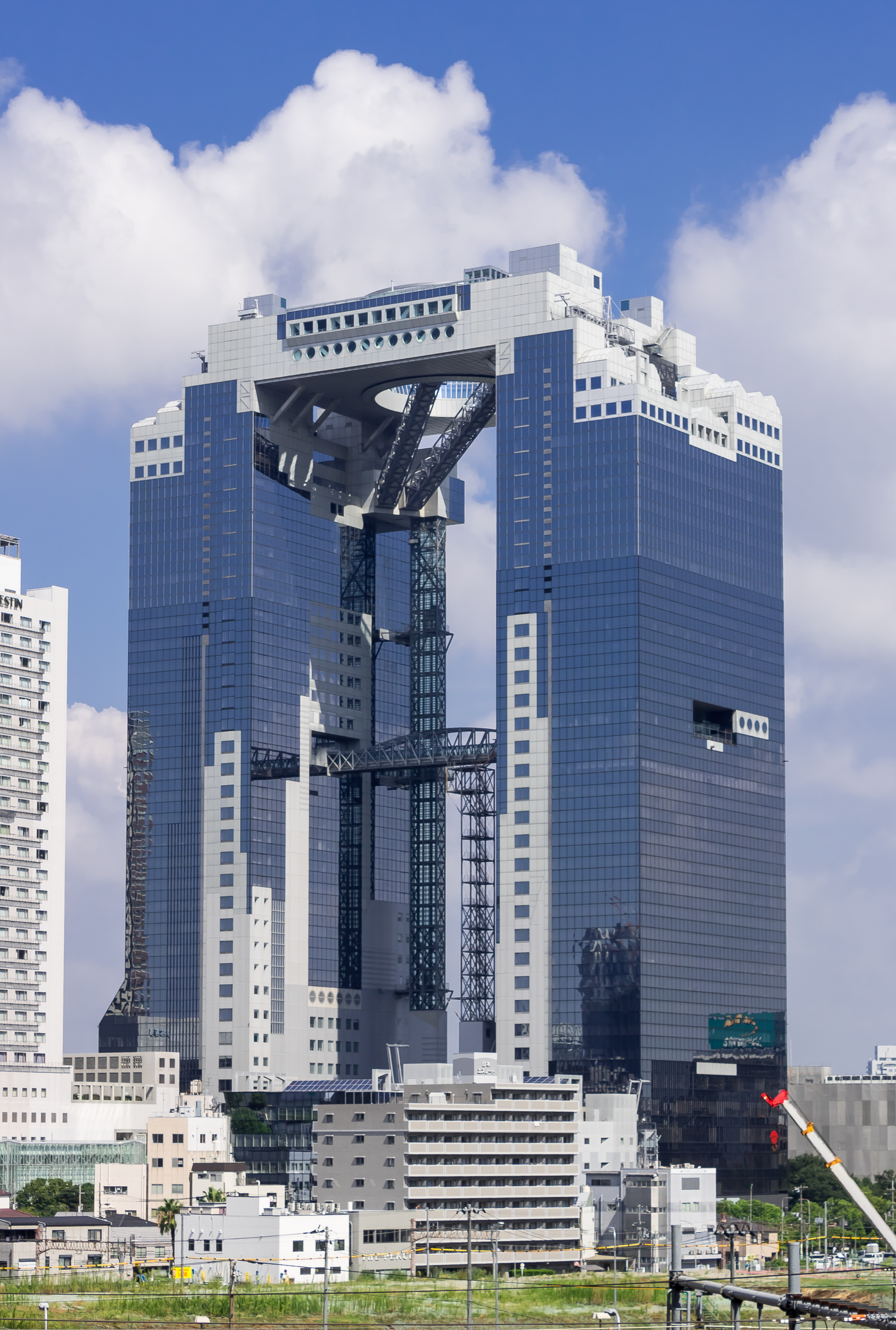
Umeda Sky Building
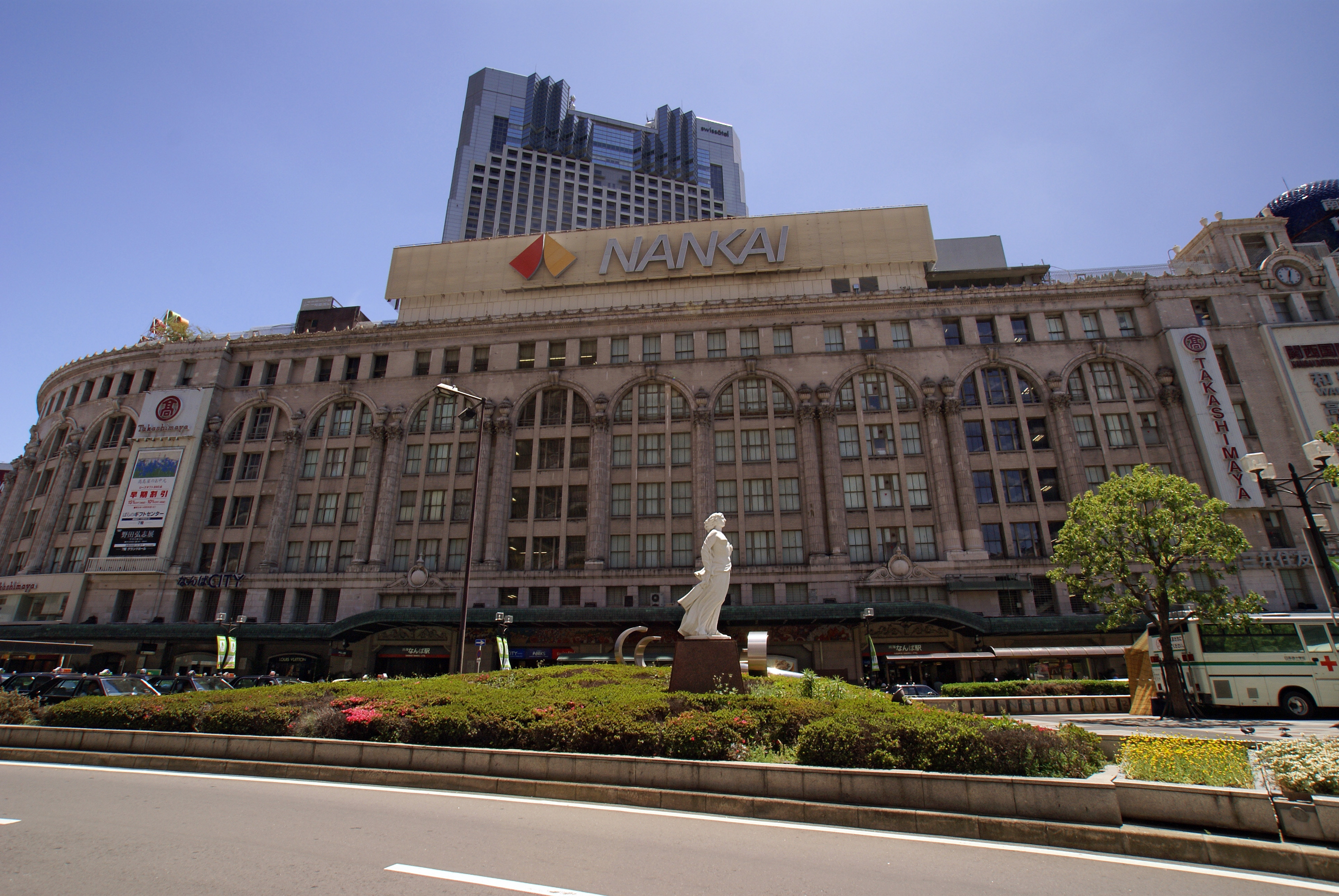
Budova fy. Takašimaja (髙島屋) u nádraží Namba
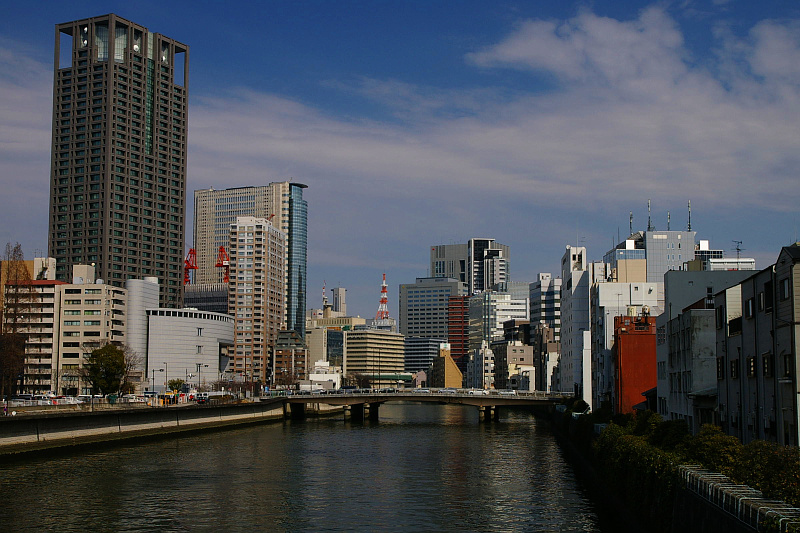
Most Džóan-baši (常安橋) přes Jodogawu
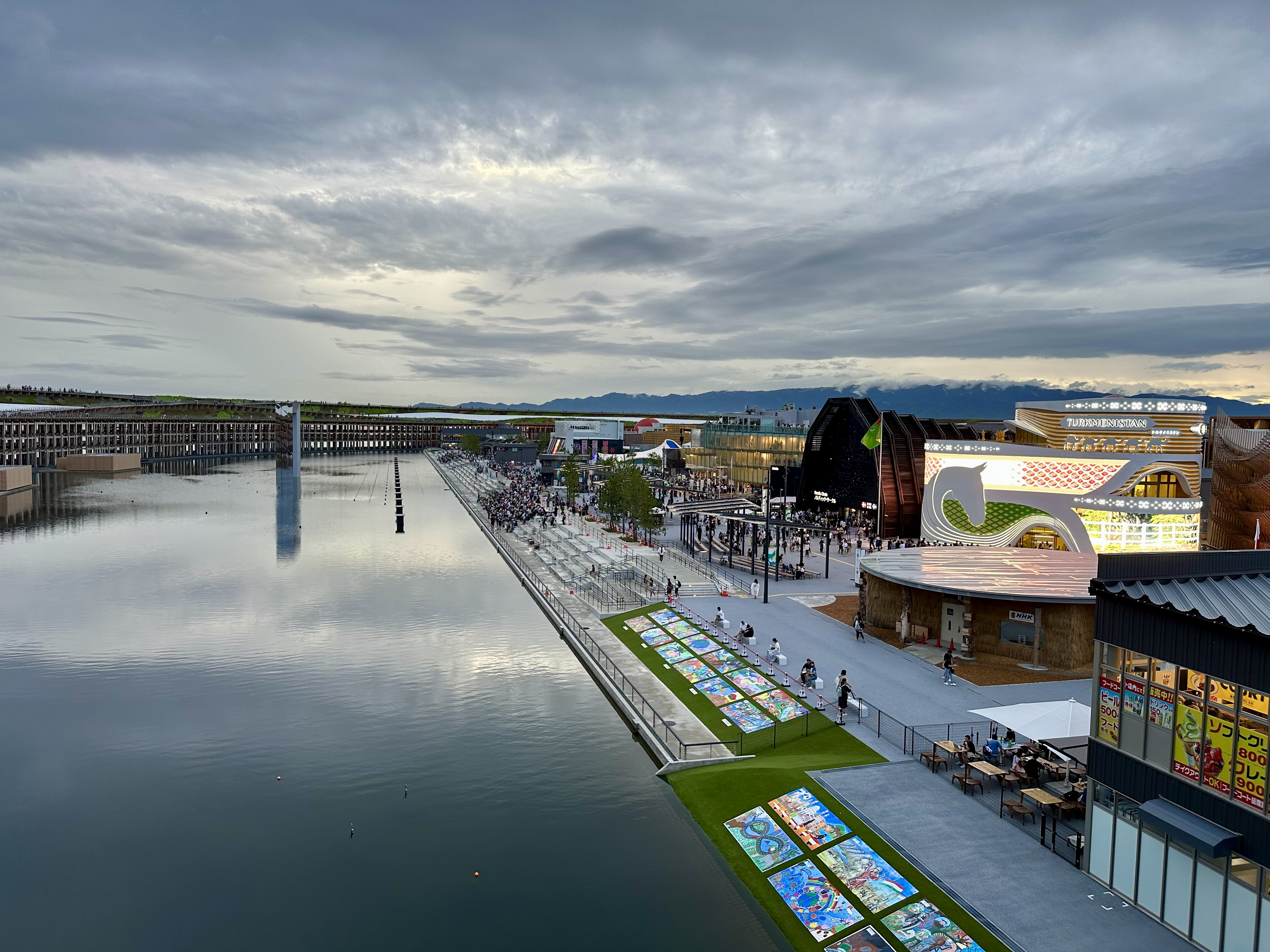
Expo 2025